# NGC 1453
NGC 1453 је елиптична галаксија у сазвежђу Еридан која се налази на NGC листи објеката дубоког неба.
Деклинација објекта је - 3° 58' 8" а ректасцензија 3h 46m 27,2s. Привидна величина (магнитуда) објекта NGC 1453 износи 11,6 а фотографска магнитуда 12,6. Налази се на удаљености од 51,717 милиона парсека од Сунца. NGC 1453 је још познат и под ознакама MCG -1-10-34, PGC 13814.